# Handelsgastronomie
Handelsgastronomie beinhaltet das Angebot von gastronomischen Leistungen (im Wesentlichen Getränke, Speisen, Service), die im direkten oder konzeptionellen Zusammenhang mit Einzelhandel- oder Großhandelsaktivitäten stehen. Unabhängig von der Zielsetzung, die mit dem Einzel- oder Großhandelsangebot verbunden ist, ist das entgeltliche Angebot ein Wesensmerkmal und dient auch der Unterscheidung gegenüber einer reinen Serviceleistung. Es handelt sich um Gastronomie auf den Verkaufsflächen oder der Vorkassenzone.
Im Jahr 2019 erwirtschaftete der Einzelhandel in der Handelsgastronomie in über 35.000 Verkaufsstellen einen Jahresumsatz von rund 10 Milliarden Euro.
Die umsatzstärksten Anbieter von Handelsgastronomie waren 2018 in Deutschland IKEA (239,4 Mio. €), Le Buffet (93,5 Mio. €) und Globus (81,5 Mio. €). 1999 waren dies Dinea (450 Mio. DM), Karstadt (293 Mio. DM) und IKEA (117 Mio. DM).